# Théophile Clément Blanchard
Pour les articles homonymes, voir Blanchard.
Théophile Clément Blanchard, né le 6 février 1822 à Paris où il est mort le 2 septembre 1849, est un peintre, lithographe et illustrateur français.

## Illustrations
- Voyages pittoresques et romantiques dans l'ancienne France, « Histoire de Villers-Cotterets », dans le chapitre Picardie, vol.II, p. 134, lithographie, 1820-1840.
- Voyages pittoresques et romantiques dans l'ancienne France, « Histoire d'Amiens », dans le chapitre Picardie, vol.I, p. 20, lithographie, 1838.
- Voyages pittoresques et romantiques dans l'ancienne France, « Histoire de Béziers »,  dans le chapitre Languedoc, vol.II, p. 93, 1838.

## Salons
- Salon de peinture et de sculpture de 1846 : Souvenir du Bugey.

## Collections publiques

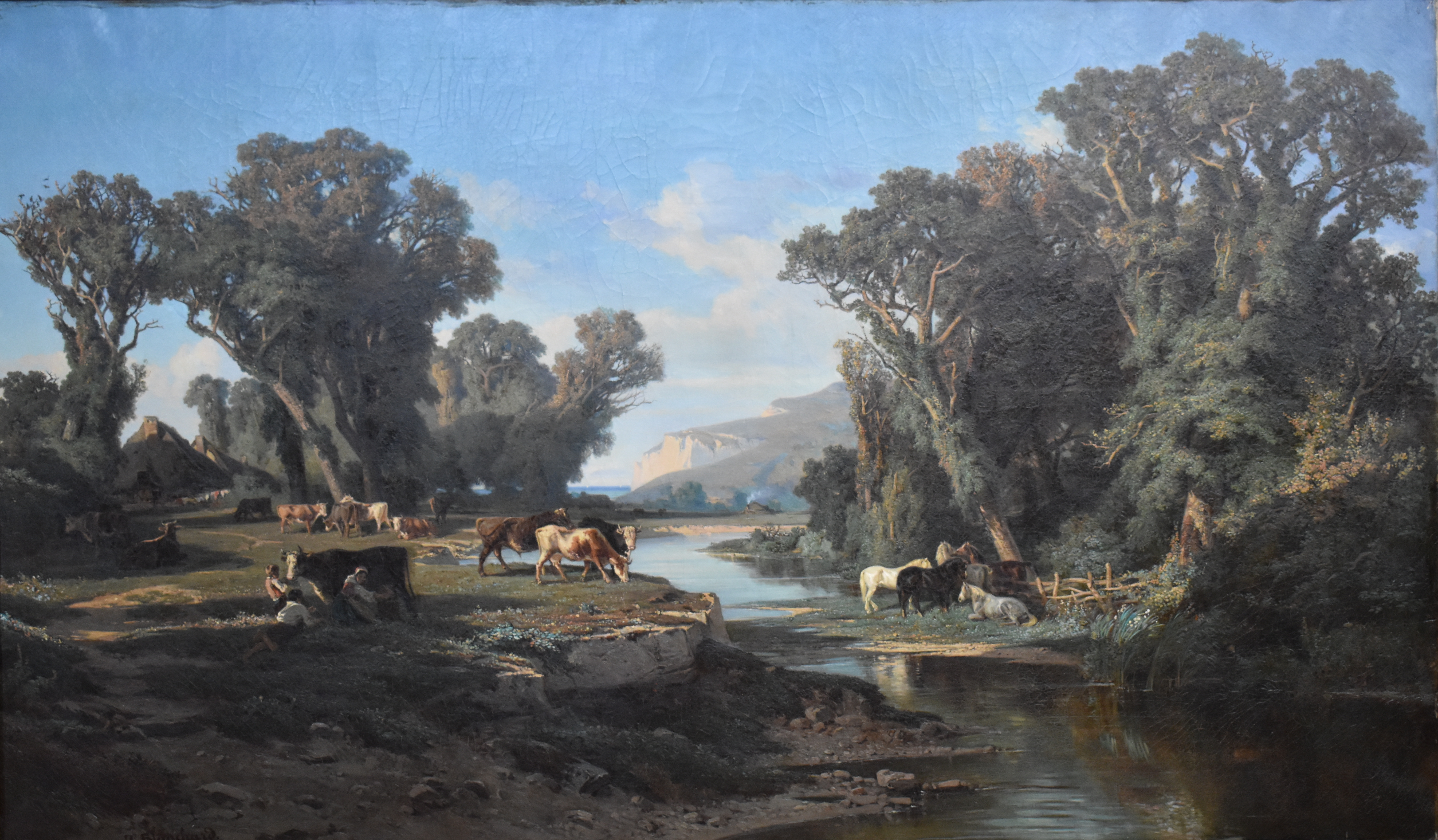
Délicieux paysage, musée Salies.

- Bagnères-de-Bigorre, musée Salies : Délicieux paysage, huile sur toile, 114 × 194 cm.
- Paris
  - musée du Louvre : Souvenir du Bugey (Ain), 1846.
  - Bibliothèque nationale de France : Le Cholera Morbus, eau-forte colorisée, 1834[2].